# Фронт за перемогу
Фронт за перемогу (ісп. Frente para la Victoria, PJ) — лівопопулістська пероністська політична партія в Аргентині, виборчий альянс, хоча формально є частиною Хустисіалістської партії.

## Історія
Була заснована президентом Нестором Кіршнером (2003—2007) та його дружиною (президент з 2007 року), обидва політики лівих поглядів. Після смерті у 2010 році Нестора Кіршнера, партію очолила його дружина Крістіна Кіршнер.
Через внутрішні суперечності з приводу лідерства в партії, Хустисіалістська партія не брала участі у виборах 2003 року, й тоді Нестор Кіршнер заснував свою партію Фронт за перемогу, щоб узяти участь у президентських виборах. Під час виборів 2005 року партія Фронт за перемогу здобула 127 місць у парламенті (при загальній кількості місць 257) і 24 місця у Сенаті (при загальній кількості місць 72), отримавши таким чином більшість в обох палатах парламенту.
На виборах 2007 року Фронт за перемогу створив політичний альянс. Кандидат від партії Крістіна Кіршнер здобула перемогу у першому турі, отримавши 45,29% голосів виборців, проти 22% у її найближчої суперниці (Еліси Карріо від партії Громадянська коаліція). Під час парламентських виборів 2009 року Фронт за перемогу втратив більшість в обох палатах, здобувши тільки 30,80% голосів виборців, таким чином, він стає партією меншості у парламенті, випереджаючи тільки партію Громадянська коаліція.